# Claus Grimm (Richter)
Claus Grimm (* 9. Oktober 1923 in Karlsruhe; † 18. Dezember 2008 in Gräfelfing) war ein deutscher Jurist und bis 1990 Vizepräsident des Bundesfinanzhofs.

## Leben
Claus Grimm wuchs in Krailling in der Nähe von München auf. Er wurde nach dem Abitur zur Kriegsmarine eingezogen und nahm zuletzt als Leutnant zur See am Zweiten Weltkrieg teil. Nachdem er 1947 aus der französischen Kriegsgefangenschaft entlassen worden war, nahm er das Studium der Rechtswissenschaft an der Ludwig-Maximilians-Universität München auf. Er promovierte 1952 in München und begann 1953 seine Juristenkarriere in der bayerischen Finanzverwaltung. 1957 wurde er als Wissenschaftlicher Mitarbeiter an den Bundesfinanzhof abgeordnet. 1962 wurde Claus Grimm Richter am Finanzgericht München und 1969 Richter am Bundesfinanzhof. Am Bundesfinanzhof war er in seinen einundzwanzig Dienstjahren neun Jahre Vorsitzender Richter eines Senats und die letzten vier Jahre vor seiner Pensionierung 1990 Vizepräsident des Gerichts. Grimm war langjährig Mitglied des Präsidiums und des Präsidialrats des Bundesfinanzhofes. Besonderen Einfluss nahm Grimm während seiner Tätigkeit auf die höchstrichterliche Rechtsprechung zur steuerrechtlichen Behandlung des Leasings und hatte maßgeblichen Einfluss auf die Entwicklung der wirtschaftlichen Betrachtungsweise im deutschen Steuerrecht.

## Ehrungen
Anlässlich der Pensionierung 1990 wurde Claus Grimm das Große Verdienstkreuz des Verdienstordens der Bundesrepublik Deutschland verliehen.